# Liste der denkmalgeschützten Objekte in Leibnitz
Die Liste der denkmalgeschützten Objekte in Leibnitz enthält die 63 denkmalgeschützten, unbeweglichen Objekte der österreichischen Stadtgemeinde Leibnitz im steirischen Bezirk Leibnitz.

## Denkmäler
| Foto  |                 | Denkmal                                                                                                   | Standort                                                                      | Beschreibung | Metadaten |
| ----- | --------------- | --- | ----------------------------------------------------------------------------- | --- | --- |
| ja    | Datei hochladen | Frühmittelalterliches Gräberfeld Altenmarkt HERIS-ID: 112214 Objekt-ID: 130286                            | Standort KG: Altenmarkt                                                       | | BDA-Hist.: Q37829596 Status: Bescheid Stand der BDA-Liste: 2025-06-30 Name: Frühmittelalterliches Gräberfeld Altenmarkt GstNr.: .8, 10/1, 10/4, 10/6, 10/7, 11, 144/1 |
| ja    | Datei hochladen | Römerzeitliche Stadt und Gräberfelder Flavia Solva HERIS-ID: 112215 Objekt-ID: 130287                     | Flavia Solva Standort KG: Altenmarkt                                          | Das Ausgrabungsgebiet erstreckt sich über die Katastralgemeinden Leitring und Wagna in der Gemeinde Wagna, Leibnitz und Altenmarkt in der Gemeinde Leibnitz und Landscha in der Gemeinde Gabersdorf. | BDA-Hist.: Q64487642 Status: Bescheid Stand der BDA-Liste: 2025-06-30 Name: Römerzeitliche Stadt und Gräberfelder Flavia Solva GstNr.: 89/9, 90/4, 90/13, 90/15, 90/16, 90/17, 90/56, 92/1, 92/3, 89/22, 89/23, 97/3, 97/30 Flavia Solva                                                 |
| ja    | Datei hochladen | Ortskapelle HERIS-ID: 69249 Objekt-ID: 82298                                                              | Standort KG: Altenmarkt                                                       | | BDA-Hist.: Q38122000 Status: § 2a Stand der BDA-Liste: 2025-06-30 Name: Ortskapelle GstNr.: .83 |
| BW    | Datei hochladen | Hallstattzeitlicher Grabhügel HERIS-ID: 36843 Objekt-ID: 35866                                            | Kleiner Gollikogel Standort KG: Altenmarkt                                    | | BDA-Hist.: Q37972309 Status: Bescheid Stand der BDA-Liste: 2025-06-30 Name: Hallstattzeitlicher Grabhügel GstNr.: 89/1, 90/18, 90/19 |
| ja    | Datei hochladen | Wallfahrtskirche Annabrunn HERIS-ID: 69046 Objekt-ID: 82092                                               | Annabrunnweg 10 Standort KG: Grottenhofen                                     | | BDA-Hist.: Q38121346 Status: § 2a Stand der BDA-Liste: 2025-06-30 Name: Wallfahrtskirche Annabrunn GstNr.: .54/2 |
| ja    | Datei hochladen | Ehem. Eisenbahnbrücke HERIS-ID: 86037 Objekt-ID: 100305                                                   | bei Arnfelser Straße 39 Standort KG: Grottenhofen                             | Die aus dem Jahr 1902 stammende ehemalige Eisenbahnbrücke ist nunmehr Teil eines Radweges. Anmerkung: Die ehemalige Eisenbahnbrücke verbindet die Katastralgemeinden Grottenhofen und Kaindorf an der Sulm über die Laßnitz. | BDA-Hist.: Q37714687 Status: § 2a Stand der BDA-Liste: 2025-06-30 Name: Ehem. Eisenbahnbrücke GstNr.: 701, 690/4, 690/5 |
| ja    | Datei hochladen | Reitstall Bergmühle HERIS-ID: 69042 Objekt-ID: 82088                                                      | Bergmühle 1 Standort KG: Grottenhofen                                         | | BDA-Hist.: Q38121318 Status: § 2a Stand der BDA-Liste: 2025-06-30 Name: Reitstall Bergmühle GstNr.: 22, .59, 13 Reitstall Bergmühle, Grottenhofen |
| ja    | Datei hochladen | Ehem. Speicher d. Schlosses Seggau HERIS-ID: 59975 Objekt-ID: 71709                                       | Grottenhof 1 Standort KG: Grottenhofen                                        | Die Gruppe von Wirtschaftsgebäuden mit Ziegelgitterfenstern, die zum Teil mit Steinportalen versehen sind, tragen ein Wappen bezeichnet mit 1673 und gehören zum Schloss Seggau. | BDA-Hist.: Q38089410 Status: Bescheid Stand der BDA-Liste: 2025-06-30 Name: Ehem. Speicher d. Schlosses Seggau GstNr.: 56 Grottenhof, Schloss Seggau |
| ja    | Datei hochladen | Figurenbildstock, sog. Blauer Josef HERIS-ID: 37236 Objekt-ID: 36321                                      | bei Kogelbergstraße 26 Standort KG: Grottenhofen                              | Die lebensgroße, gefasste Figur des hl. Josefs, am Sockel mit 1651 bezeichnet, stammt vermutlich von einem Leibnitzer Bildhauer. | BDA-Hist.: Q37974538 Status: Bescheid Stand der BDA-Liste: 2025-06-30 Name: Figurenbildstock, sog. Blauer Josef GstNr.: 603/4 |
| ja    | Datei hochladen | Bodenfunde Schloss Grottenhofen HERIS-ID: 85687 Objekt-ID: 99903                                          | Standort KG: Grottenhofen                                                     | | BDA-Hist.: Q38185649 Status: § 2a Stand der BDA-Liste: 2025-06-30 Name: Bodenfunde Schloss Grottenhofen GstNr.: 50/1, 55/1, 56, 61/1, 61/2, 65/1, 71/1, 65/4, 702 |
| ja    | Datei hochladen | Bildstock HERIS-ID: 69050 Objekt-ID: 82096                                                                | bei Arnfelser Straße 37 Standort KG: Kaindorf an der Sulm                     | | BDA-Hist.: Q38121355 Status: § 2a Stand der BDA-Liste: 2025-06-30 Name: Bildstock GstNr.: 533/7 |
| ja    | Datei hochladen | Ehem. Eisenbahnbrücke HERIS-ID: 68991 Objekt-ID: 82035                                                    | bei Arnfelser Straße 39 Standort KG: Kaindorf an der Sulm                     | Die aus dem Jahr 1902 stammende ehemalige Eisenbahnbrücke ist nunmehr Teil eines Radweges. Anmerkung: Die ehemalige Eisenbahnbrücke verbindet die Katastralgemeinden Grottenhofen und Kaindorf an der Sulm über die Laßnitz. | BDA-Hist.: Q38121172 Status: § 2a Stand der BDA-Liste: 2025-06-30 Name: Ehem. Eisenbahnbrücke GstNr.: 550/3, 539/2 |
| ja    | Datei hochladen | Figurenbildstock Maria Immaculata HERIS-ID: 69045 Objekt-ID: 82091                                        | bei Frauengasse 10 Standort KG: Kaindorf an der Sulm                          | Der Immaculata-Bildstock stammt aus der Zeit um 1697. | BDA-Hist.: Q38121337 Status: § 2a Stand der BDA-Liste: 2025-06-30 Name: Figurenbildstock Maria Immaculata GstNr.: 537/1 |
| ja BW | Datei hochladen | Ehem. Baumwollspinnerei HERIS-ID: 64020 Objekt-ID: 76712                                                  | Frauengasse 12 Standort KG: Kaindorf an der Sulm                              | Die 1894/95 erbaute ehemalige Baumwollspinnerei ist ein mächtiger Industriebau mit angebautem Turm, im Inneren besteht er aus vier übereinanderliegenden Sälen. | BDA-Hist.: Q38105046 Status: Bescheid Stand der BDA-Liste: 2025-06-30 Name: Ehem. Baumwollspinnerei GstNr.: .26/2 |
| ja    | Datei hochladen | Bildstock Pestkreuz HERIS-ID: 69036 Objekt-ID: 82081                                                      | bei Grazer Straße 118 Standort KG: Kaindorf an der Sulm                       | | BDA-Hist.: Q38121299 Status: § 2a Stand der BDA-Liste: 2025-06-30 Name: Bildstock Pestkreuz GstNr.: 552 |
| ja    | Datei hochladen | Ortskapelle HERIS-ID: 69043 Objekt-ID: 82089                                                              | bei Grazer Straße 174 Standort KG: Kaindorf an der Sulm                       | | BDA-Hist.: Q38121327 Status: § 2a Stand der BDA-Liste: 2025-06-30 Name: Ortskapelle GstNr.: .122 |
| ja    | Datei hochladen | Bildstock Pestkreuz HERIS-ID: 69037 Objekt-ID: 82082                                                      | bei Grazer Straße 186a Standort KG: Kaindorf an der Sulm                      | | BDA-Hist.: Q38121309 Status: § 2a Stand der BDA-Liste: 2025-06-30 Name: Bildstock Pestkreuz GstNr.: 532/9 |
| ja    | Datei hochladen | Renaissanceloggia HERIS-ID: 69186 Objekt-ID: 82235                                                        | Bahnhofstraße 1 Standort KG: Leibnitz                                         | | BDA-Hist.: Q38121758 Status: § 2a Stand der BDA-Liste: 2025-06-30 Name: Renaissanceloggia GstNr.: .1/1 |
| ja    | Datei hochladen | Pfarrhof HERIS-ID: 69187 Objekt-ID: 82236                                                                 | Bahnhofstraße 1 Standort KG: Leibnitz                                         | Der zweigeschoßige Bau mit Satteldach hat eine Fassade aus der 2. Hälfte des 19. Jahrhunderts, ist aber im Kern älter. | BDA-Hist.: Q38121769 Status: § 2a Stand der BDA-Liste: 2025-06-30 Name: Pfarrhof GstNr.: .1/1 |
| ja    | Datei hochladen | Gasthaus HERIS-ID: 37257 Objekt-ID: 36350                                                                 | Bahnhofstraße 15 Standort KG: Leibnitz                                        | Der freistehende historistische Bau, zweigeschoßig unter Walmdach, wurde 1867 erbaut. Bemerkenswert ist der Balkon mit Gusseisengitter. | BDA-Hist.: Q37974708 Status: Bescheid Stand der BDA-Liste: 2025-06-30 Name: Gasthaus GstNr.: .181 |
| ja    | Datei hochladen | Evang. Pfarrkirche A.B. mit Pfarrhaus HERIS-ID: 69250 Objekt-ID: 82299                                    | Emmerich Assmann-Gasse 1 Standort KG: Leibnitz                                | Die evangelische Pfarrkirche wurde 1910 bis 1911 nach dem Plan von Otto Bartning erbaut. | BDA-Hist.: Q38122009 Status: § 2a Stand der BDA-Liste: 2025-06-30 Name: Evang. Pfarrkirche A.B. mit Pfarrhaus GstNr.: .329 Evang. Pfarrkirche A.B. mit Pfarrhaus (Leibnitz) |
| ja    | Datei hochladen | Römerzeitliche Stadt und Gräberfelder Flavia Solva HERIS-ID: 41089 Objekt-ID: 41473                       | Flavia Solva Standort KG: Leibnitz                                            | Das Ausgrabungsgebiet erstreckt sich über die Katastralgemeinden Leitring und Wagna in der Gemeinde Wagna, Leibnitz und Altenmarkt in der Gemeinde Leibnitz und Landscha in der Gemeinde Gabersdorf. | BDA-Hist.: Q64487641 Status: Bescheid Stand der BDA-Liste: 2025-06-30 Name: Römerzeitliche Stadt und Gräberfelder Flavia Solva GstNr.: 410/2 Flavia Solva |
| ja    | Datei hochladen | Figurenbildstock Mariensäule HERIS-ID: 69241 Objekt-ID: 82290                                             | bei Hauptplatz 23 Standort KG: Leibnitz                                       | Die Mariensäule wurde 1744 errichtet und mehrfach restauriert. Am Sockel stehen Statuen der hll. Rochus, Sebastian, Jakobus der Ältere und Franz Xaver, sowie vor der Säule eine Statue des hl. Nepomuk. | BDA-Hist.: Q38121991 Status: § 2a Stand der BDA-Liste: 2025-06-30 Name: Figurenbildstock Mariensäule GstNr.: 1669/1 Mariensäule Leibnitz |
| ja    | Datei hochladen | Rathaus/Gemeindeamt HERIS-ID: 46154 Objekt-ID: 47845                                                      | Hauptplatz 24 Standort KG: Leibnitz                                           | Das Rathaus mit seinem Turm wurde 1914 erbaut. | BDA-Hist.: Q38019550 Status: § 2a Stand der BDA-Liste: 2025-06-30 Name: Rathaus/Gemeindeamt GstNr.: .164 Rathaus Leibnitz |
| ja    | Datei hochladen | Bürgerhaus Zeiserlhaus HERIS-ID: 51614 Objekt-ID: 57305                                                   | Hauptplatz 26 Standort KG: Leibnitz                                           | | BDA-Hist.: Q38046402 Status: § 2a Stand der BDA-Liste: 2025-06-30 Name: Bürgerhaus Zeiserlhaus GstNr.: .166 |
| ja    | Datei hochladen | Kapuzinerkirche hl. Andreas HERIS-ID: 51615 Objekt-ID: 57306                                              | Hauptplatz 39 Standort KG: Leibnitz                                           | Die nach Westen orientierte Kapuzinerkirche wurde im Jahr 1639 geweiht und seither mehrfach restauriert. Das Langhaus sowie der kurze eingezogene Chor sind tonnengewölbt. Der Westturm erhielt im 1858 seine heutige Gestalt. Der Hochaltar, die Seitenaltäre und die Kanzel stammen aus dem Jahr 1893. | BDA-Hist.: Q38046415 Status: § 2a Stand der BDA-Liste: 2025-06-30 Name: Kapuzinerkirche hl. Andreas GstNr.: .96, 173 Kapuzinerkirche hl. Andreas (Leibnitz) |
| ja    | Datei hochladen | Kapuzinerkloster HERIS-ID: 69183 Objekt-ID: 82232                                                         | Hauptplatz 39 Standort KG: Leibnitz                                           | Das Kapuzinerkloster wurde gemeinsam mit der Kirche im Jahr 1634 gestiftet. 1856 erfolgten ein Umbau und eine Erweiterung des Gebäudes. | BDA-Hist.: Q38121730 Status: § 2a Stand der BDA-Liste: 2025-06-30 Name: Kapuzinerkloster GstNr.: .96, 173 |
| ja    | Datei hochladen | Figurenbildstock hl. Karl Borromäus HERIS-ID: 69184 Objekt-ID: 82233                                      | bei Hauptplatz 39 Standort KG: Leibnitz                                       | Die barocke Steinfigur des hl. Karl Borromäus steht vor der Kapuzinerkirche. | BDA-Hist.: Q38121740 Status: § 2a Stand der BDA-Liste: 2025-06-30 Name: Figurenbildstock hl. Karl Borromäus GstNr.: 173 |
| ja    | Datei hochladen | Bezirkshauptmannschaft HERIS-ID: 45322 Objekt-ID: 46614                                                   | Kada-Gasse 12 Standort KG: Leibnitz                                           | | BDA-Hist.: Q38015106 Status: Bescheid Stand der BDA-Liste: 2025-06-30 Name: Bezirkshauptmannschaft GstNr.: .340 |
| ja    | Datei hochladen | Schule HERIS-ID: 69251 Objekt-ID: 82300                                                                   | Karl Morre-Gasse 14 Standort KG: Leibnitz                                     | | BDA-Hist.: Q38122029 Status: § 2a Stand der BDA-Liste: 2025-06-30 Name: Schule GstNr.: .292 |
| ja    | Datei hochladen | Persönlichkeitsdenkmal Karl Morré HERIS-ID: 69238 Objekt-ID: 82287                                        | bei Karl Morre-Gasse 14 Standort KG: Leibnitz                                 | | BDA-Hist.: Q38121971 Status: § 2a Stand der BDA-Liste: 2025-06-30 Name: Persönlichkeitsdenkmal Karl Morré GstNr.: 366/1 |
| ja    | Datei hochladen | Figurenbildstock mit Sitzfigur Ecce Homo HERIS-ID: 69236 Objekt-ID: 82285                                 | bei R.H.Bartsch-Gasse 33 Standort KG: Leibnitz                                | Die Ecce-Homo-Sitzstatue steht nahe der Brücke über die Sulm nach Seggau. Die Statue steht auf einer Steinsäule und stammt vom Ende des 17. Jahrhunderts. | BDA-Hist.: Q38121951 Status: § 2a Stand der BDA-Liste: 2025-06-30 Name: Figurenbildstock mit Sitzfigur Ecce Homo GstNr.: 134/2 |
| ja    | Datei hochladen | Archäologische Reste HERIS-ID: 96491 Objekt-ID: 111996                                                    | bei Wagnastraße 6 Standort KG: Leibnitz                                       | Es handelt sich um Säulenkapitelle, die aus dem römischen Flavia Solva stammen. | BDA-Hist.: Q37768186 Status: § 2a Stand der BDA-Liste: 2025-06-30 Name: Archäologische Reste GstNr.: 301/3 |
| ja    | Datei hochladen | Stadtpfarrkirche hl. Jakobus d. Ä. HERIS-ID: 69185 Objekt-ID: 82234                                       | Standort KG: Leibnitz                                                         | Die Stadtpfarrkirche weist durch mehrere Umbauten sowie eine Renovierung im Jahr 1903 heute einen uneinheitlichen Baubestand auf. Das dreijochige Langhaus ist im Kern wohl noch romanisch. Der hohe, etwas aus der Achse geneigte Chor entstand um die Mitte des 14. Jahrhunderts. Der Turm nördlich des Chores stammt ursprünglich aus dem 15. Jahrhundert. Im 18. Jahrhundert wurden seine unteren Geschoße ummantelt sowie ein fünftes Geschoß aufgesetzt. Die Westfassade mit dem Portal wurde 1903 umgestaltet. Der Hochaltar stammt aus dem Jahr 1782, die Rokoko-Kanzel aus der Zeit um 1770. | BDA-Hist.: Q38121748 Status: § 2a Stand der BDA-Liste: 2025-06-30 Name: Stadtpfarrkirche hl. Jakobus d. Ä. GstNr.: .2 Pfarrkirche Leibnitz |
| ja    | Datei hochladen | Kriegerdenkmal HERIS-ID: 69188 Objekt-ID: 82237                                                           | Hauptplatz Standort KG: Leibnitz                                              | Das Kriegerdenkmal wurde 1927–1930 von Bruno Fiedler (Architekt) und Wilhelm Gösser (Bildhauer) errichtet. Es befindet sich in einer Schale, was anzeigt, dass es ursprünglich als Brunnen fungierte. | BDA-Hist.: Q38121779 Status: § 2a Stand der BDA-Liste: 2025-06-30 Name: Kriegerdenkmal GstNr.: 1/2 |
| ja    | Datei hochladen | Evangelischer Friedhof HERIS-ID: 69232 Objekt-ID: 82281                                                   | Standort KG: Leibnitz                                                         | | BDA-Hist.: Q38121940 Status: § 2a Stand der BDA-Liste: 2025-06-30 Name: Evangelischer Friedhof GstNr.: 560/1 Leibnitz Protestant Cemetery |
| ja    | Datei hochladen | Figurenbildstock Schmerzhafte Maria HERIS-ID: 70077 Objekt-ID: 83181                                      | bei Am Frauenberg 3 Standort KG: Seggauberg                                   | | BDA-Hist.: Q38123959 Status: § 2a Stand der BDA-Liste: 2025-06-30 Name: Figurenbildstock Schmerzhafte Maria GstNr.: 1 Wallfahrtskirche Frauenberg, Leibnitz |
| ja    | Datei hochladen | Stiegenaufgang und Verkündigungsgruppe HERIS-ID: 70079 Objekt-ID: 83183                                   | bei Am Frauenberg 3 Standort KG: Seggauberg                                   | | BDA-Hist.: Q38123975 Status: § 2a Stand der BDA-Liste: 2025-06-30 Name: Stiegenaufgang und Verkündigungsgruppe GstNr.: 1, 649/1 Wallfahrtskirche Frauenberg, Leibnitz |
| ja    | Datei hochladen | Friedhofsportal mit Immaculatastatue HERIS-ID: 70083 Objekt-ID: 83187                                     | bei Am Frauenberg 3 Standort KG: Seggauberg                                   | | BDA-Hist.: Q38123992 Status: § 2a Stand der BDA-Liste: 2025-06-30 Name: Friedhofsportal mit Immaculatastatue GstNr.: 1 Wallfahrtskirche Frauenberg, Leibnitz |
| BW    | Datei hochladen | Höhensiedlung am Frauenberg HERIS-ID: 37443 Objekt-ID: 36587                                              | Frauenberg Standort KG: Seggauberg                                            | Während der La-Tène-Zeit war der Frauenberg ein wichtiger Ort für die nähere Umgebung, wofür nicht zuletzt die Größe der Anlage spricht. | BDA-Hist.: Q37975667 Status: Bescheid Stand der BDA-Liste: 2025-06-30 Name: Höhensiedlung am Frauenberg GstNr.: 117/1, 118, 105 |
| ja    | Datei hochladen | Tempel und Höhensiedlung am Frauenberg HERIS-ID: 112266 Objekt-ID: 130356                                 | Am Frauenberg 9 Standort KG: Seggauberg                                       | Mit der Anlage der römischen Siedlung Flavia Solva, die die Siedlung am Frauenberg ersetzte, wurde dieser zum religiösen Zentrum ausgebaut. Der alte keltische Tempel wurde römisch umgebaut, es wurden auch zwei weitere angelegt. | BDA-Hist.: Q37830208 Status: Bescheid Stand der BDA-Liste: 2025-06-30 Name: Tempel und Höhensiedlung am Frauenberg GstNr.: .12, 3, 4/1, 68/1, 68/2, 68/3, 75, 78/4, 79/1, 79/2, 80, 83, 89/1, 89/3, 95/4, 95/5, 95/6, 96/1, 96/3, 106, 109, 112/1, 112/2, 116/1, 114/1, 114/2, 115/4, 72 |
| BW    | Datei hochladen | Spätantikes Gräberfeld und latènezeitliches Heiligtum HERIS-ID: 37442 Objekt-ID: 36586                    | Frauenberg Standort KG: Seggauberg                                            | Mit dem Verfall der römischen Herrschaft in der Spätantike bekam der Frauenberg als Rückzugssiedlung wieder größere Bedeutung. | BDA-Hist.: Q37975658 Status: Bescheid Stand der BDA-Liste: 2025-06-30 Name: Spätantikes Gräberfeld und latènezeitliches Heiligtum GstNr.: 186, 187/1, 187/3, 187/4, 188/1, 188/2, 188/3, 188/4, 188/5, 189                                                                               |
| ja    | Datei hochladen | Bildstock Fischer HERIS-ID: 70089 Objekt-ID: 83193                                                        | bei Neukoglerweg 2 Standort KG: Seggauberg                                    | | BDA-Hist.: Q38124010 Status: § 2a Stand der BDA-Liste: 2025-06-30 Name: Bildstock Fischer GstNr.: 566/28 |
| ja    | Datei hochladen | Kreuzweganlage, Erste, Zweite, Dritte Stationskapelle, Figurengruppe HERIS-ID: 86358 Objekt-ID: 100649    | in der Nähe von Seggaubergstraße 5 Standort siehe Beschreibung KG: Seggauberg | Der Kreuzweg am Weg von der Sulmbrücke nach Frauenberg stammt aus der Mitte des 18. Jahrhunderts. Mehrere barocke Kapellen und Freifiguren (Lage, Lage, Lage, Lage) entstanden nach der Mitte des 18. Jahrhunderts, das neugotische Kruzifix der Kreuzigungsgruppe (Lage) stammt vom Ende des 19. Jahrhunderts. | BDA-Hist.: Q37715484 Status: Bescheid Stand der BDA-Liste: 2025-06-30 Name: Kreuzweganlage, Erste, Zweite, Dritte Stationskapelle, Figurengruppe GstNr.: 93/3, 104, 164, 165, 172/6 |
| ja    | Datei hochladen | Kath. Filialkirche Mariae Himmelfahrt am Frauenberg und Friedhof HERIS-ID: 70072 Objekt-ID: 83176         | Am Frauenberg Standort KG: Seggauberg                                         | → Hauptartikel : Wallfahrtskirche am Frauenberg bei Leibnitz f1 | BDA-Hist.: Q17573850 Status: § 2a Stand der BDA-Liste: 2025-06-30 Name: Kath. Filialkirche Mariae Himmelfahrt am Frauenberg und Friedhof GstNr.: .1, 1 Wallfahrtskirche Frauenberg, Leibnitz                                                                                             |
| ja    | Datei hochladen | Waldkapelle Maria Linden HERIS-ID: 70042 Objekt-ID: 83144                                                 | Seggauberg Standort KG: Seggauberg                                            | Die Waldkapelle Maria Linden wurde zur Erinnerung an die Türkenkämpfe 1841 als halboffene Rotunde mit dorisch kannelierten Säulen und Schmiedeeisengitter erbaut. | BDA-Hist.: Q38123869 Status: § 2a Stand der BDA-Liste: 2025-06-30 Name: Waldkapelle Maria Linden GstNr.: 160 |
| ja    | Datei hochladen | Hochschloss mit Landesgerichtstrakt HERIS-ID: 51796 Objekt-ID: 57585                                      | Seggauberg 1 Standort KG: Seggauberg                                          | Das Hochschloss Seggauberg wurde nach 1595 mit zwei anderen Burgen vereinigt und im Lauf des 17. Jahrhunderts zu einer Anlage umgebaut, die markant auf einer Anhöhe oberhalb der Stadt liegt. Das meiste wurde nach 1682 von Jakob Schmerlaib gestaltet. Hofseitig befinden sich Arkaden über drei Geschoße, es sind zahlreiche römische Spolien eingemauert, die im 19. Jahrhundert beim Abriss eines Turms gefunden wurden. Im Hochschloss befinden sich auch die Fürstenzimmer aus der Mitte des 18. Jahrhunderts. Diese Räume, die Stuckaturen, Täfelungen und Prunköfen aufweisen, sind ein fast vollständig erhaltenes Beispiel des frühen Rokoko. Besitzerin der gesamten Anlage ist die Diözese Graz-Seckau, die seit 1960 ein Bildungshaus betreibt, wofür die Anlage ab 1955 adaptiert wurde. | BDA-Hist.: Q490160 Status: Bescheid Stand der BDA-Liste: 2025-06-30 Name: Hochschloss mit Landesgerichtstrakt GstNr.: .23 Schloss Seggau |
| ja    | Datei hochladen | Unteres Schloss samt Zubauten HERIS-ID: 61777 Objekt-ID: 74251                                            | Seggauberg 1 Standort KG: Seggauberg                                          | Das untere Schloss diente nach Vereinigung der beiden Anlagen als Wirtschaftstrakt. In ihm ist eine moderne Kapelle eingebaut, die 1961 geweiht wurde und Arbeiten von Alfred Wickenburg und Alexander Silveri enthält. | BDA-Hist.: Q64765091 Status: Bescheid Stand der BDA-Liste: 2025-06-30 Name: Unteres Schloss samt Zubauten GstNr.: .23, 150/1, 159 Schloss Seggau |
| ja    | Datei hochladen | Ehem. Torturm HERIS-ID: 61778 Objekt-ID: 74252                                                            | Seggauberg 1 Standort KG: Seggauberg                                          | Der viergeschoßige Uhrturm hat ein mit 1586 datiertes Tor. | BDA-Hist.: Q64765092 Status: Bescheid Stand der BDA-Liste: 2025-06-30 Name: Ehem. Torturm GstNr.: .23 Schloss Seggau |
| ja    | Datei hochladen | Befestigungsanlage HERIS-ID: 61782 Objekt-ID: 74257                                                       | Seggauberg 1 Standort KG: Seggauberg                                          | Die aus dem 16. Jahrhundert stammenden Mauern und Basteien wurden im 19. Jahrhundert teilweise abgebrochen und im frühen 20. Jahrhundert umgestaltet. Dazu gehört auch der nach 1813 errichtete Glockenturm, der nach 1900 sein jetziges Aussehen mit Zinnen bekam. In ihm befindet sich die Seggauer Liesl, die 1688 gegossene zweitgrößte Glocke der Steiermark. | BDA-Hist.: Q64765093 Status: Bescheid Stand der BDA-Liste: 2025-06-30 Name: Befestigungsanlage GstNr.: .23, 153, 154, 156, 158 Schloss Seggau |
| ja    | Datei hochladen | Gartenbaudenkmale, Orangerie mit Weinkeller, Gartenmauer und Zufahrtstor HERIS-ID: 61786 Objekt-ID: 74261 | Seggauberg 1 Standort KG: Seggauberg                                          | Am Nordende wurde 1693 ein Schlossgarten über den ausgedehnten Weinkellern angelegt, markantestes Element ist eine lange Gartenhalle mit 16 Rundbögen. | BDA-Hist.: Q64765094 Status: Bescheid Stand der BDA-Liste: 2025-06-30 Name: Gartenbaudenkmale, Orangerie mit Weinkeller, Gartenmauer und Zufahrtstor GstNr.: .28, 150/1 Schloss Seggau                                                                                                   |
| ja    | Datei hochladen | Hochschloss – Vizedomhaus HERIS-ID: 70068 Objekt-ID: 83171                                                | Seggauberg 1 Standort KG: Seggauberg                                          | An den eigentlichen Schlosstrakt schließt hakenförmig das Vizedomhaus an, im ersten Stock befindet sich die 1681 barock umgestaltete Marienkapelle. | BDA-Hist.: Q64765095 Status: Bescheid Stand der BDA-Liste: 2025-06-30 Name: Hochschloss – Vizedomhaus GstNr.: .23 Schloss Seggau |
| ja    | Datei hochladen | Figurenbildstock hl. Johannes Nepomuk HERIS-ID: 61796 Objekt-ID: 74271                                    | bei Seggauberg 1 Standort KG: Seggauberg                                      | Die Statue des hl. Johannes Nepomuk bei der Schlosseinfahrt stammt aus dem Jahr 1729. | BDA-Hist.: Q38097475 Status: Bescheid Stand der BDA-Liste: 2025-06-30 Name: Figurenbildstock hl. Johannes Nepomuk GstNr.: 150/2 |
| ja    | Datei hochladen | Schloss Polheim HERIS-ID: 61798 Objekt-ID: 74273                                                          | Seggauberg 2 Standort KG: Seggauberg                                          | Das Schloss Polheim war bis 1369 Ansitz der Herren von Leibnitz, bis 1575 Ansitz der Polheim. Der unregelmäßige Zweiflügelbau der Spätrenaissance stammt aus der Mitte des 16. Jahrhunderts. 1693 wurde ein Teil des Schlosses abgetragen. Es weist zweigeschoßige Arkaden auf, die Säulen im Erdgeschoß haben ionische Kapitelle, die im Obergeschoß solche in der Art romanischer Knospenkapitelle ähnlich denen im Schloss Ehrenhausen. Auf der Westseite befindet sich ein einfaches Renaissance-Portal. Der Leibnitzer Bildhauer Wilhelm Storer gestaltete 1693 das Wappen von Bischof Rudolf Joseph Graf Thun an der Nordseite. | BDA-Hist.: Q38097486 Status: Bescheid Stand der BDA-Liste: 2025-06-30 Name: Schloss Polheim GstNr.: .21 Schloss Polheim |
| ja    | Datei hochladen | Jägerhaus mit Nebengebäude HERIS-ID: 61792 Objekt-ID: 74267                                               | Seggauberg 5, 7 Standort KG: Seggauberg                                       | Das Jägerhaus ist ein Nebengebäude von Schloss Seggau. | BDA-Hist.: Q38097442 Status: Bescheid Stand der BDA-Liste: 2025-06-30 Name: Jägerhaus mit Nebengebäude GstNr.: .26, .27 Seggauberg – Jägerhaus |
| ja    | Datei hochladen | Pfarrhof HERIS-ID: 70076 Objekt-ID: 83180                                                                 | Seggauberg 16 Standort KG: Seggauberg                                         | | BDA-Hist.: Q38123939 Status: § 2a Stand der BDA-Liste: 2025-06-30 Name: Pfarrhof GstNr.: .11 |
| ja    | Datei hochladen | Volksschule (ehem. Granarium) HERIS-ID: 61800 Objekt-ID: 74275                                            | Seggaubergstraße 4 Standort KG: Seggauberg                                    | | BDA-Hist.: Q38097496 Status: Bescheid Stand der BDA-Liste: 2025-06-30 Name: Volksschule (ehem. Granarium) GstNr.: .20 |
| ja    | Datei hochladen | Gasthaus, Schlosskeller HERIS-ID: 70044 Objekt-ID: 83146                                                  | Seggaubergstraße 5 Standort KG: Seggauberg                                    | | BDA-Hist.: Q38123888 Status: § 2a Stand der BDA-Liste: 2025-06-30 Name: Gasthaus, Schlosskeller GstNr.: 170 |
| ja    | Datei hochladen | Steinrelief hl. Petrus HERIS-ID: 70124 Objekt-ID: 83229                                                   | Standort KG: Seggauberg                                                       | Die Steinfigur des hl. Petrus am Sulmsee stammt von H. Schaggl aus dem Jahre 1969. | BDA-Hist.: Q38124085 Status: § 2a Stand der BDA-Liste: 2025-06-30 Name: Steinrelief hl. Petrus GstNr.: 673 |
| ja    | Datei hochladen | Bildstock Müllerkreuz und Grabhügel HERIS-ID: 70043 Objekt-ID: 83145                                      | Standort KG: Seggauberg                                                       | | BDA-Hist.: Q38123880 Status: § 2a Stand der BDA-Liste: 2025-06-30 Name: Bildstock Müllerkreuz und Grabhügel GstNr.: 632 |
| ja    | Datei hochladen | Figurenbildstock Muttergottes mit Kind HERIS-ID: 70055 Objekt-ID: 83158                                   | Standort KG: Seggauberg                                                       | Die Steinstatue an der Sulmbrücke ist mit 1753 datiert und wird dem Leibnitzer Bildhauer Caspar Puchheim zugeschrieben. | BDA-Hist.: Q38123904 Status: § 2a Stand der BDA-Liste: 2025-06-30 Name: Figurenbildstock Muttergottes mit Kind GstNr.: 165 |
| ja    | Datei hochladen | Friedhofskapelle hl. Antonius / Kriegerdenkmal HERIS-ID: 70075 Objekt-ID: 83179                           | Standort KG: Seggauberg                                                       | | BDA-Hist.: Q38123929 Status: § 2a Stand der BDA-Liste: 2025-06-30 Name: Friedhofskapelle hl. Antonius / Kriegerdenkmal GstNr.: 1 Friedhofskapelle hl. Antonius / Kriegerdenkmal |
| BW    | Datei hochladen | Hügelgräber HERIS-ID: 85689 Objekt-ID: 99905                                                              | Standort KG: Seggauberg                                                       | | BDA-Hist.: Q38185663 Status: § 2a Stand der BDA-Liste: 2025-06-30 Name: Hügelgräber GstNr.: 648/1 |